# Fanatyzm
Fanatyzm (od łac. fanaticus „zagorzały, szalony”) – postawa przejawiająca się w pozbawionym krytycznego dystansu i umiaru przywiązaniu do wyznawanych idei i zasad, bezgranicznej i bezwarunkowej identyfikacji, nietolerancji dla jakichkolwiek przekonań lub rozwiązań alternatywnych, braku gotowości do dyskusji i dialogu, odmowie przyznania nawet częściowej słuszności zwolennikom poglądów odmiennych i rzecznikom dążeń przeciwstawnych;
przeciwieństwo tolerancji.
Po raz pierwszy określenia fanatici użyto wobec kapłanów bogini Bellony w Rzymie, gdzie Rozpowszechniały się również inne kulty wschodnie, jak kappadockiej bogini Maa, którą w Rzymie czczono pod imieniem Bellony, bogini wojny. Jej kapłani biegając w "świętym" szale po świątyni zadawali sobie wzajemnie rany, zwano ich po łacinie fanatici (świątynnicy), od ich nazwy pochodzi wyraz fanatyzm.
Obecnie przez fanatyzm religijny rozumiana jest postawa skrajnie nietolerancyjna z bezkompromisową żarliwością religijną. Zjawisko występowało w historii bardzo często i kierowało się często przeciw samemu fanatykowi, np: samokastracja, biczowanie lub przeciw przedstawicielom innych religii, np: pogromy, dżihad, krucjaty, niszczenie obcych miejsc kultu oraz przedmiotów kultu, itp. wandalizm religijny.